# 85e parallèle sud
Pour les articles homonymes, voir 85e parallèle.
En géographie, le 85e parallèle sud est le parallèle joignant les points de la surface de la Terre dont la latitude est égale à 85° sud.

## Géographie

### Dimensions
Dans le système géodésique WGS 84, au niveau de 85° de latitude sud, un degré de longitude équivaut à 9,735 km ; la longueur totale du parallèle est donc de 3 505 km, soit environ 8,5 % de celle de l'équateur. Il en est distant de 9 444 km et du pôle Sud de 558 km,.

### Régions traversées
Le 85e parallèle sud passe intégralement au-dessus du continent Antarctique.